# Wojciech Smarzowski
Wojciech Smarzowski est un réalisateur polonais, né le 18 janvier 1963.

## Biographie
Wojciech Smarzowski a étudié le cinéma à l'université Jagellonne de Cracovie. Son film La Noce a obtenu la mention spéciale du jury au Festival international du film de Karlovy Vary en 2005. Il a commencé sa carrière cinématographique comme cadreur. le film Rose (Róża) a gagné sept Aigles au Prix du cinéma polonais en 2011. Son nouveau film Traffic Department raconte l'histoire de sept policiers de Varsovie, collègues de travail et bons amis dont la vie change après que l'un d'eux meurt dans des circonstances mystérieuses.
En 2014, le cinéaste est fait chevalier de l'Ordre Polonia Restituta par le président Bronisław Komorowski et reçoit la médaille d'argent du mérite culturel Gloria Artis.

## Filmographie partielle
- 2004 : La Noce (Wesele)
- 2009 : Dom zły (pl)
- 2011 : Róża
- 2013 : Drogówka (pl)
- 2014 : Pod Mocnym Aniołem (pl)
- 2016 : Wołyń
- 2018 : Kler
- 2021 : Wesele (pl)

## Récompenses et nominations
- 2004 : La Noce (Wesele)
  - Aigle du meilleur réalisateur
  - Prix spécial du Jury au Festival du film polonais de Gdynia
  - Prix spécial du Jury au Festival international du film de Karlovy Vary
- 2009 : Dom zły
  - Aigle du meilleur réalisateur
- 2011 : Róża
  - Aigle du meilleur film